# سعيد الكثيري
سعيد سالم الكثيري (مواليد 28 مارس 1988) لاعب كرة قدم إماراتي يجيد اللعب في مركز الهجوم لعب سابقاً مع منتخب الإمارات الوطني .
لعب سابقاً مع أندية الوحدة والوصل و العين والظفرة.

## روابط خارجية
- سعيد الكثيري على موقع الاتحاد الدولي (مؤرشف)  (الإنجليزية)
- سعيد الكثيري على موقع قاعدة بيانات كرة القدم.إي يو (الإنجليزية)
- سعيد الكثيري على موقع ناشيونال فوتبول تيمز (الإنجليزية)
- سعيد الكثيري على موقع Soccerway.com (الإنجليزية)